# Cao Jie
Kaiserin Cao Jie (chinesisch 曹節v=曹节, Pinyin Cáo Jié, W.-G. Ts'ao Chieh; † 260), formell Kaiserin Xianmu (獻穆皇后,  Xiànmù huánghòu – „Weise und Gerechte Kaiserin“) und nach der Abdankung ihres Gemahls Fürstin von Shanyang (山陽公夫人,  Shānyáng Gōng fūrén,  Shan-yang Kung fu-jen) war die zweite Gemahlin des letzten Han-Kaisers Xian und die letzte Kaiserin der Han-Dynastie.

## Leben

### Familiärer Hintergrund und Heirat mit Kaiser Xian
Cao Jie war eine Tochter des mächtigen Warlords Cao Cao, der ab 196 den Kaiser Xian unter seiner Kontrolle hatte. Cao Cao erließ Edikte in des Kaisers Namen, um China zu vereinigen, das damals unter der Kontrolle zahlreicher Warlords war. Im Jahre 213 bot Cao Cao (damals zum Fürsten von Wei ernannt) drei seiner Töchter als Konkubinen für Kaiser Xian an: Cao Jie, ihre ältere Schwester Cao Xian (曹憲) und ihre jüngere Schwester Cao Hua (曹華). Zunächst war ihr Titel Furen (夫人) gewesen, im Jahre 197 waren sie zu Guiren (貴人) erhoben worden.
Im Jahre 214 entdeckte Cao Cao, dass Kaiser Xians Gemahlin Kaiserin Fu Shou im Jahre 200 eine Verschwörung gegen ihn versucht hatte. Er ließ sie absetzen und hinrichten und zwang Kaiser Xian, sie im Jahre 215 durch Cao Jie zu ersetzen.

### Als Kaiserin und Fürstin
Über Cao Jies Leben als Kaiserin ist wenig bekannt, aber es ist klar, dass ihr Gemahl keine Macht hatte, während Cao Cao im Land schaltete und waltete. Im Jahre 220 starb ihr Vater, und ihr Bruder Cao Pi folgte ihm als Prinz von Wei nach. Noch im selben Jahr zwang er Kaiser Xian, zu seinen Gunsten abzudanken, und zerstörte die Han-Dynastie. In der traditionellen Historie heißt es, dass Kaiserin Cao Jie, als Cao Pis Boten ihr kaiserliches Siegel forderten, einige Male abgelehnt habe, ehe sie es ihm übergeben habe. Als ihr Gemahl zum Fürsten von Shanyang ernannt wurde, erhielt sie den Titel Fürstin von Shanyang. Ihr Gemahl starb 234, und sie starb 26 Jahre später und wurde mit kaiserlichen Ehren und nach den Bräuchen der Han-Dynastie bestattet.